# Kunszentmiklós
Kunszentmiklós (Duits: Sankt Niklas) is een plaats (város) en gemeente in het Hongaarse comitaat Bács-Kiskun. Kunszentmiklós telt 8883 inwoners (2007).